# 中華人民共和国反間諜法
中華人民共和国反間諜法（ちゅうかじんみんきょうわこくはんかんちょうほう、簡体字中国語: 中华人民共和国反间谍法、英語: Counter-espionage Law of the People's Republic of China）は、2014年に制定された中華人民共和国におけるスパイ活動を取り締まる機関の活動などについて規定した法律。
日本語による報道などでは「反スパイ法」として言及されることがある。

## 概要
それまで、スパイ活動の取り締まりに適用されていた中華人民共和国国家安全法（後に2015年に制定された同名の法律＝中華人民共和国国家安全法とは別の法律）に代わるものとして、2014年8月に草案が提出され、11月1日に第12期全国人民代表大会の常務委員会によって制定され、即日施行された。
2023年4月26日に全国人民代表大会常務委員会は摘発対象を拡大する改正案を可決し、7月1日に改正法が施行された。
スパイ行為自体の処罰は、刑法第6章「国家安全危害罪」に定められている。また、軍事施設に対する情報収集は、軍事施設保護法（军事设施保护法）によって取り締まりが行われる。
第1条にはこの法律の目的がうたわれており、内容は「スパイ行為を防ぎ、制止し、それに懲罰を与え、国家の安全を守るために、憲法に基づき、本法を制定する」とある。第2条では「反スパイの業務を遂行するにあたっては、中央の統一的指導を堅持し、公然たる業務と非公然の業務を結合し、専門的業務と大衆路線を結合し、積極的に防御し、法に基づき懲罰を加える原則を堅持する」とし、反スパイ法が党中央には適応外であるとされている。

## スパイ行為の定義
この法律は、「スパイ行為を初めて法的に定義した」ものとされているが、その規定は草案段階では盛り込まれておらず、審議の中で後から附則の第38条として追加された。
第38条では「本法にいうスパイ行為とは、以下にあげるものをいう（本法所称间谍行为，是指下列行为）」として、
1. 国家の安全を害する活動
2. スパイ組織への参加またはスパイ組織・その代理人の任務の引き受け
3. 国家機密の窃取、探索、買収または不法な提供
4. 国家業務に従事する人員の反旗の扇動、勧誘、買収
5. 攻撃目標の指示。
6. その他スパイ活動を行なうもの

の6項目を挙げている（6項目の要約は、御手洗大輔による）。

## 日本のメディアなどの反応
日本のメディアは、制定当初から、この法が曖昧な部分を多く含んでいることを踏まえ、恣意的に運用されることを懸念する声があることを指摘してきた。例えば、産経新聞のコラムは「中国人が外国の新聞に寄稿したり、海外テレビの取材に応じたりしただけで「反間諜法に違反した」と、難癖をつけられかねない」と危惧する弁護士の声を伝えている（なお、当該コメントをした弁護士の名は明記されていない）。
日本の研究者の間でも、この法への評価は分かれており、密告制度を奨励する内容を含んでおり「毛沢東時代への回帰」を引き起こしかねないとする意見がある一方で、根幹は先行した中華人民共和国国家安全法 (1993年) と大きな違いはなく、条文によっては人権への配慮とも読める条文の追加もあると指摘する見解もある。

## アメリカの反応
- 2023年5月2日、アメリカの駐中国大使であるニコラス・バーンズは、アメリカのシンクタンクのイベントにバーチャル出演。同年7月から施行される改正法に触れ、アメリカ企業関係者、研究者、大学教授、ジャーナリストらが拘束される可能性を指摘、懸念を表明した[11]。

## 条文
- 第一章　総則
- 第二章　国家安全機関在反間諜工作中的職権（国家安全機関の反スパイ工作における職権）
- 第三章　公民和組織的必務和権利（公民と組織の義務と権利）
- 第四章　法律責任
- 第五章　附則

## 地方政府の対応
反スパイ法成立を受け、複数の地方政府の安全局がスパイ行為の通報を奨励する規則を施行おり、2017年4月10日、北京市の国家安全局では最大50万元の報奨金を支給する旨告知した。

## 日本人拘束事件
反スパイ法成立以降、外国人が拘束・逮捕される事件が多発している。その中で日本人が関係しているのは以下である。なお、スパイ容疑は、公安ではなく、中華人民共和国国家安全部が担当するため取り調べが厳しく拘束環境も非人道的だと指摘されている。
| 年月       | 容疑者                     | 拘束場所 | 状況                                                     |
| ---------- | -------------------------- | -------- | -------------------------------------------------------- |
| 2015年05月 | 神奈川県の男性             | 遼寧省   | スパイ罪などで懲役5年、財産没収、服役後の国外退去処分。  |
| 2015年05月 | 愛知県の男性               | 浙江省   | スパイ罪などで懲役12年など                               |
| 2015年06月 | 札幌市の男性               | 北京市   | スパイ罪で懲役12年、20万元没収。                         |
| 2015年06月 | 日本語学校幹部の女性       | 上海市   | スパイ罪で懲役6年、5万元没収。                           |
| 2016年07月 | 日中青年交流協会の理事長   | 北京市   | スパイ罪で懲役6年、5万元没収。                           |
| 2017年03月 | 日本地下探査の男性         | 山東省   | 国家機密を窃取し提供した罪で懲役5年6か月、3万元没収。    |
| 2017年03月 | 日本地下探査の男性         | 山東省   | 解放・帰国                                               |
| 2017年03月 | 日本地下探査の男性         | 山東省   | 解放・帰国                                               |
| 2017年03月 | 大連和源温泉開発の男性     | 海南省   | 国家機密を違法に入手したなどの罪で懲役15年、10万元没収。 |
| 2017年03月 | 日本地下探査の男性         | 海南省   | 解放・帰国                                               |
| 2017年03月 | 男性                       | 海南省   | 解放・帰国                                               |
| 2017年05月 | 会社代表の男性             | 遼寧省   | スパイ罪で懲役5年6か月、20万元没収。                     |
| 2018年02月 | 伊藤忠商事の男性           | 広東省   | 国家安全危害罪で懲役3年、15万元没収。                    |
| 2019年07月 | 50代の男性                 | 湖南省   | スパイ罪で懲役12年。                                     |
| 2019年09月 | 北海道大学の男性教授       | 北京市   | 解放・帰国                                               |
| 2023年03月 | 50代のアステラス製薬の男性 | 北京市   | 3月26日に拘束されていることが判明                        |